# Pryskyřník mnoholistý
Pryskyřník mnoholistý (Ranunculus polyphyllus) je druh rostliny z čeledi pryskyřníkovité (Ranunculaceae).

## Popis
Jedná se o jednoletou rostlinu dorůstající nejčastěji výšky 10–15 cm, u vodních forem až 80 cm délky. Rostlina vytváří poněkud odlišné vodní ponořené formy a formy rostoucí na vlhkém bahně. U vodních forem se vytváří ponořené listy, které jsou početné, členěné v nitkovité úkrojky, které jsou asi 8–15 cm dlouhé, plovoucí listy mají čepele obvejčité až kopinaté, celokrajné nebo někdy na vrcholu trojzubé. U terestrických forem je lodyha přímá a lysá, dolní listy jsou v přízemní růžici, horní pak střídavé. Dolní listy jsou řapíkaté, lodyžní až přisedlé. Čepele přízemních listů jsou eliptické až úzce podlouhlé, na okraji celokrajné až trojlaločné. Horní lodyžní listy jsou pak úzce eliptické až čárkovité a celokrajné.
Květy jsou žluté, malé, jen 3–6 mm v průměru. Kališních lístků je většinou 5, jsou žlutavé, do 2 mm délky. Korunní lístky jsou žluté, je jich zpravidla 5, jsou jen o málo delší než kališní. Kvete v květnu až v červenci. Plodem je nažka, která je asi 1–1,4 mm dlouhá, úzce křídlatá, bradavčitá a na vrcholu je zakončená krátkým zobánkem. Nažky jsou uspořádány do souplodí.

## Rozšíření
Pryskyřník mnoholistý je druh kontinentálního rozšíření, roste v Panonské pánvi, ve východní Evropě a na východ sahá až do severního Kazachstánu a do jižní části západní Sibiře. V České republice neroste. Na Slovensku roste jen velmi vzácně v Podunajské nížině. Roste v mělkých vodách, ve vysychajících jezerech, na okrajích kanálů aj., často na zasolených místech (halofyt).